# Ryūkōsai Jokei
En aquest nom japonès, el cognom és Ryūkōsai.

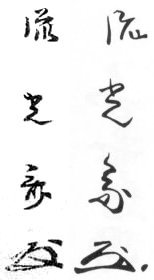
Exemples de les signatures de Ryukosai Jokei

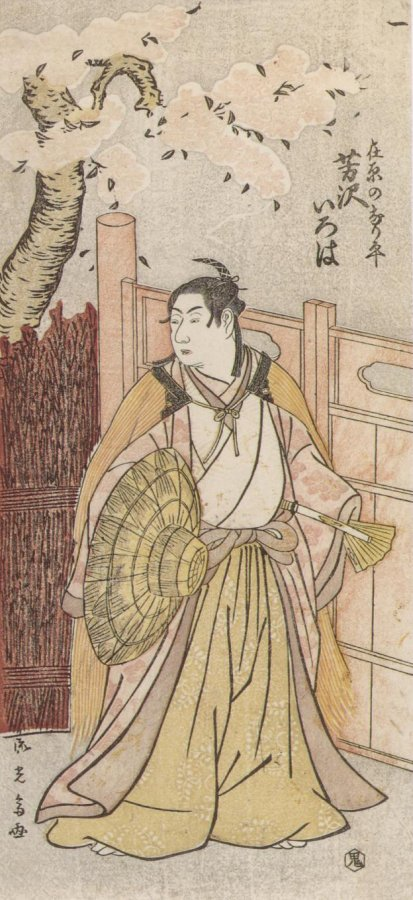
Xilografia de Ryukosai Jokei amb l'actor kabuki Yoshizawa Iroha en el paper d'Ariwara no Narihira

Ryūkōsai Jokei (japonès: 琉光斎　女圭) va ser un dissenyador de xilografies, pintor i il·lustrador de l'estil ukiyo-e d'Osaka que va estar actiu entre el 1777 i el 1809 aproximadament. Va ser alumne de Shitomi Kangetsu (1747-1797), que per la seva banda era el fill i deixeble de Tsukioka Settei (1710-1786). Es considera que Ryūkōsai va ser o bé el fundador o bé un dels fundadors de l'escola Osaka d'ukiyo-e. Sobretot se'l coneix pels seus mordaços retrats d'actors. La majoria dels seus gravats estan en el format hosoban. Entre els deixebles de Ryūkōsai hi havia Shokosai Hanbei i Urakusai Nagahide.